# مصر للطيران الرحلة 667
مصر للطيران الرحلة 667 هي رحلة طيران من القاهرة إلى جدة في 29 يوليو 2011 وهي من طراز بوينغ 777-266ER تابعة لمصر للطيران وهي تحمل علي متنها 307 راكبا و10 من أفراد الطاقم. أُصيب 7 أشخاص ونجا جميع الركاب والطاقم البالغ عددهم 317 شخصا.

## الحادث
كان طائرة مصر للطيران من طراز بوينغ 777 متوقفة على البوابة F7 في المبنى الثالث بمطار القاهرة في 29 يوليو 2011، ووكانت الاستعدادات جارية لتشغيل الرحلة رقم 667. وبينما كانت آخر مجموعة من الركاب البالغ عددهم 307 يصعدون إلى الطائرة، سمع طاقم الطائرة في قمرة القيادة صوت انفجار يليه صوت أزيز قادم جانب لوحة التحكم الأيمن، تبعه على الفور دخان وألسنة اللهب. قفز الضابط الأول من مقعده وأمره القبطان بمغادرة قمرة القيادة، بينما حاول القبطان دون جدوى إخماد الحريق باستخدام طفاية الحريق الموجودة على متن الطائرة.:97, 109
وفقًا لتسجيلات مسجل صوت قمرة القيادة، وقعت ضوضاء في الساعة 9:11:38 وصفها التقرير النهائي بأنها «سُمع صوت فرقعة، تلاه صوت أزيز مشابه لتسرب غاز مضغوط»:24 بعد ثلاث ثوانٍ، أمر القبطان الضابط الأول «انهض، اخرج الآن».:24 وبعد واحد وعشرين ثانية، قال القبطان «حريق، حريق، اتصل بالإطفاء»:24 اندلع الحريق بعد حوالي 30 دقيقة من قيام الضابط الأول بإجراء اختبار لوظيفة قناع الأكسجين أثناء قائمة التحقق القياسية قبل الرحلة..:97, 109 وعلى الفور أُجلي الركاب عبر جسري الطائرة المتصلين.:86
وصلت فرق إطفاء المطار إلى مكان الحادث بعد حوالي ثلاث دقائق من إطلاق الإنذار وتمكنت من إخماد الحريق بسرعة. تم نقل رجلي إطفاء وخمسة ركاب وأفراد من الطاقم إلى المستشفى بسبب استنشاق الدخان.
شُطبت الطائرة لاحقًا، بعد أن لحقت بها أضرار هيكلية بالغة في منطقة قمرة القيادة بالإضافة إلى أضرار جسيمة ناتجة عن الحرارة والدخان في المقصورة. كانت هذه ثاني مرة تُفقد فيها طائرة من طراز بوينج 777، بعد الخطوط الجوية البريطانية الرحلة 38.[بحاجة لمصدر]

## الخلفية

### الطائرة
الطائرة المتورطة كانت من طراز بوينج 777-266ER تحمل اسم «نفرتيتي»، وتحمل علامة التسجيل SU-GBP برقم تسلسلي28423 (رقم الخط 71). صنعت شركة بوينغ لصناعة الطائرات التجارية الطائرة في عام 1997، وخلال 14 عامًا من الخدمة، بلغت ساعات طيرانها الإجمالية 48,281 ساعة و27 دقيقة خلال 11,448 دورة طيران.(ص.20)

### الطاقم
كان قائد الطائرة في سن 49 عامًا، ولديه ما مجموعه 16,982 ساعة و37 دقيقة من الخبرة في الطيران، منها 5,314 ساعة و22 دقيقة على طراز بوينج 777. أما مساعد القبطان فكان في سن 25 عامًا، ولديه 2,247 ساعة ودقيقة واحدة من الخبرة في الطيران، شملت 198 ساعة و10 دقائق على طراز بوينج 777.(ص.16–18)

## التحقيق

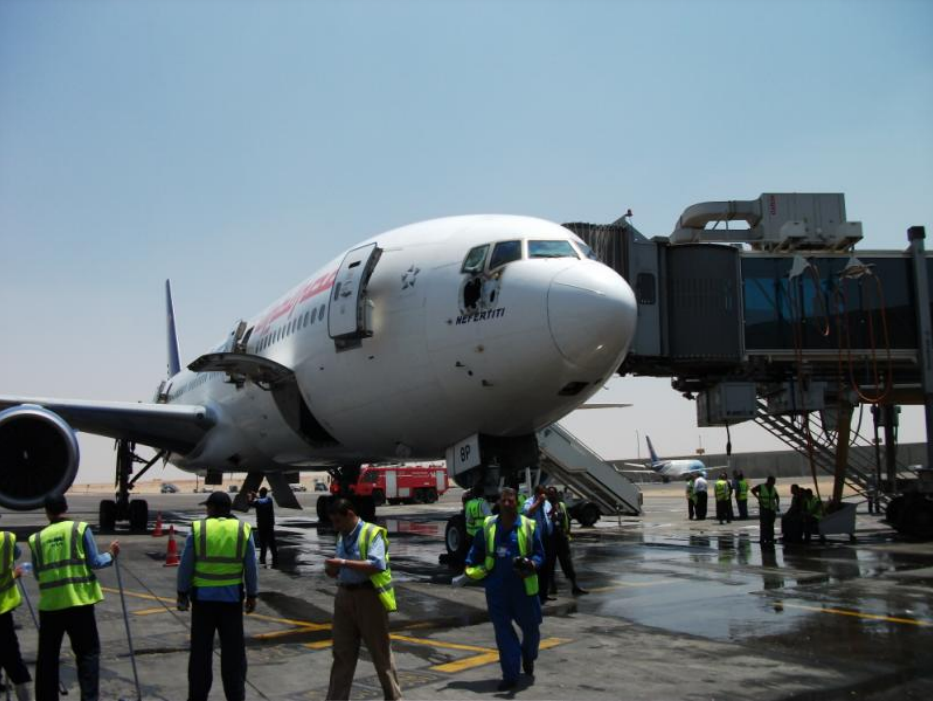
منظر آخر لموقع الحادث

بما أن المنطقة التي بدأ فيها الحريق لا تحتوي على خطوط وقود أو خطوط زيت أو خطوط هيدروليكية، فقد ركز التحقيق على نظام تزويد طاقم الطائرة بالأكسجين باعتباره السبب الجذري أو عاملاً مساهماً رئيسياً.:59 في الأيام التي أعقبت الحريق، فُحصت منطقة قمرة القيادة التي بدأ فيها الحريق في الطائرة SU-GBP على جميع طائرات مصر للطيران من طراز 777-200 و777-300. وفقًا للتقرير النهائي للتحقيق، فإن الأسلاك الموجودة في لوحة ضوء الأكسجين لم تتطابق مع تصميم بوينغ الأصلي::60
لم يُحدد سبب اختفاء المشابك.:60 لم يكن لدى ما يقرب من 380 طائرة 777 مبكرة أغلفة على السلك الموجود في ضوء الأكسجين.:35 أصدرت بوينغ نشرة خدمة في أكتوبر 2011 توصي بفحص أسلاك لوحة ضوء الأكسجين، وإذا لزم الأمر، تركيب أغلفة واستبدال الأسلاك التالفة.:61
```
أظهرت اختبارات سابقة أجراها 
المجلس الوطني لسلامة النقل
 الأمريكي في أعقاب حريق في قمرة قيادة طائرة بوينج 767 عام 2008 أن خراطيم إمداد الأكسجين المرنة يمكن أن تشتعل إذا تعرضت نوابض منع الالتواء الموجودة على طول خرطوم إمداد الأكسجين لتيار كهربائي.
[
5
]
 كانت الخراطيم في الطائرة SU-GBP مكونة من طبقتين من السيليكون مع وجود النابض مغمورًا في الطبقة الخارجية، على عكس الخرطوم المستخدم في اختبارات المجلس الوطني لسلامة النقل. وجدت اختبارات أجرتها بوينغ على خراطيم أكسجين طاقم طائرة 777 أن اثنين من سبعة خراطيم مُختبرة موصلة للكهرباء. وأظهرت اختبارات أخرى في ظروف زادت من احتمالية الاشتعال أن 5 
فولت
 من التيار المستمر لم تكن كافية لتدمير الخرطوم. ومع ذلك، يشير التقرير النهائي إلى أن هذه الاختبارات أجريت على خراطيم جديدة وأن بوينغ خططت لإجراء اختبارات مماثلة على خراطيم أقدم من الطائرات قيد الخدمة لمعرفة ما إذا كانت أي تغييرات مرتبطة بالعمر قد أثرت على النتائج.
[
3
]
:65
```

أُجري نفس الاختبار أيضًا بفولتية وأمبيرية أسلاك الطائرات الموجودة في أماكن أخرى من قمرة القيادة. مع وجود الهواء في الخرطوم، لم يؤد تطبيق 28 فولت من التيار المستمر بقوة 5 أمبير أو 115 فولت من التيار المتردد بقوة 2.5 أمبير إلى تمزق الخرطوم أو اشتعاله، ولكن 28 فولت من التيار المستمر بقوة 6 أمبير أو 115 فولت من التيار المتردد بقوة 5 أمبير أدى إلى تسرب صغير مصحوب بـ«بعض التوهج».:42 مع وجود الأكسجين في الأنبوب، لم يؤد تطبيق 5 فولت من التيار المستمر بقوة 1.2 أمبير أو 28 فولت من التيار المستمر بقوة 2.5 أمبير إلى تمزق، ولكن 28 فولت من التيار المستمر بقوة 5 أمبير تسبب في تسرب "تبعه اشتعال وتمزق كامل للخرطوم  [ك‍].:42 قامت بوينغ بفحص تصميم نظام تزويد الأكسجين لتحديد المصادر المحتملة للكهرباء::42
كان التسخين الكظمي الناتج عن الإطلاق المفاجئ للأكسجين المضغوط في الخرطوم مصدرًا محتملاً آخر للاشتعال، ولكنها استبعدت. كان شحم النوافذ في بيئة غنية بالأكسجين مصدرًا آخر للاشتعال تم التحقيق فيه، ولكن الاختبارات حددت أن مستوى الأكسجين لم يؤثر على نقطة الاشتعال، التي كانت أعلى بأكثر من 200 درجة فهرنهايت من أقصى درجة حرارة نظرية في ذلك الجزء من قمرة القيادة.:65
لم يحدد التحقيق بشكل قاطع سبب الحريق، بل فقط أن الحريق بدأ بالقرب من أنبوب إمداد قناع الأكسجين للضابط الأول وأن الأكسجين من قناع إمداد الضابط الأول "يشتبه في أنه ساهم في شدة الحريق وسرعته"،:65 على الرغم من أنه من غير المعروف ما إذا كان حدوث خلل في نظام الأكسجين قد وفر بيئة قابلة للاشتعال لبدء الحريق أو ما إذا كان نظام الأكسجين قد تعرض للخلل نتيجة للحريق، وقد يكون عطل كهربائي، ربما في نوابض منع الالتواء في خراطيم إمداد الأكسجين المرنة، هو سبب الحريق.:65